# Carlo Finco
Pour les articles homonymes, voir Finco.
Carlo Finco (né le 27 mai 1968 à Curtarolo) est un coureur cycliste italien. Professionnel de 1993 à 2001, il est deuxième du championnat d'Italie du contre-la-montre en 1997.

## Palmarès

### Palmarès amateur
- 1987
  - Trofeo Gianfranco Bianchin
  - 2e du Gran Premio Val Leogra
- 1990
  - 3e de la Coppa Regole Spinale e Manez
- 1991
  - 3e du Giro del Medio Brenta

### Palmarès professionnel
- 1997
  - 2e du championnat d'Italie du contre-la-montre
  - 3e du Tour de Romagne
  - 3e du Trophée Matteotti
- 1999
  - 1re étape de Vienne-Rabenstein-Gresten-Vienne
  - 2e du Trophée Melinda

## Résultats sur les grands tours

### Tour de France
2 participations
- 1996 : abandon (4e étape)
- 1997 : 129e

### Tour d'Italie
4 participations
- 1993 : 56e
- 1995 : 62e
- 1996 : 25e
- 1998 : 65e

### Tour d'Espagne
1 participation
- 2000 : 81e